# Vithkuq

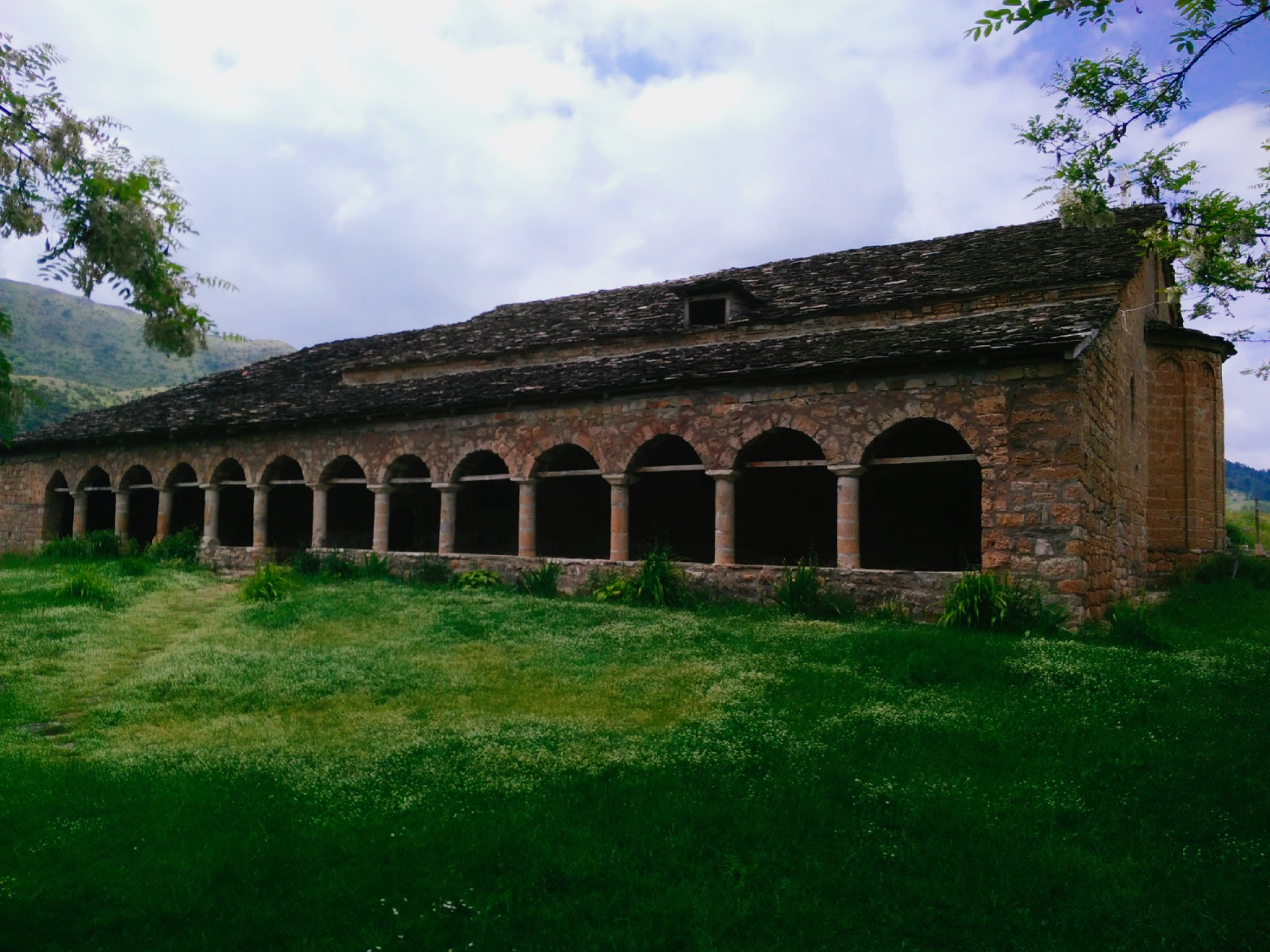

Vithkuq es un municipio en el distrito de Korçë, condado de Korçë, sureste de Albania. El municipio consta de los pueblos Vithkuq, Leshnje, Gjanc, Lubonjë, Rehovë, Roshanj, Trebickë, Grabockë, Treskë, Stratobërdh, Panarit, Shtyllë y Cemericë.

## Historia
La historia de la ciudad comenzó en el período post-bizantino. Durante los siglos XVII y XVIII Vithkuq se convirtió en un centro local de la cultura y el comercio, al estar en una ubicación estratégica en la carretera entre Berat y Korçë. En 1792, Vithkuq estuvo integrado por los siguientes barrios: Borisha, Tataçi, Llas, Qyrsa, Syrbashi, Krekasi, Palasi, Kolaqerkasi, Kovaçasi, Saraçi, Rusasi and Dukasi. Desde finales del siglo XVIII, varios factores se volvieron Vithkuq en un pequeño pueblo de montaña. Vithkuq alberga varias iglesias y monasterios que se construyeron durante su período de prosperidad.

## II Guerra Mundial
El 15 de agosto de 1943, durante la Segunda Guerra Mundial, la primera brigada de la tormenta del Ejército de Liberación Nacional de Albania se formó cerca Vithkuq bajo el mando de Mehmet Shehu. Alrededor de 800 partidarios participaron en el siguiente desfile, al que asistieron importantes miembros del Partido Comunista de Albania como Enver Hoxha y Mehmet Shehu.

## Gente célebre
- Spiro Dine, rilindas y escritor.
- Naum Veqilharxhi, rilindas, abogado y escritor.
- Jani Evstrat Vithkuqari, escritor.
- Nicodemo, mártir ortodoxo.